# Guillaume Duchenne de Boulogne

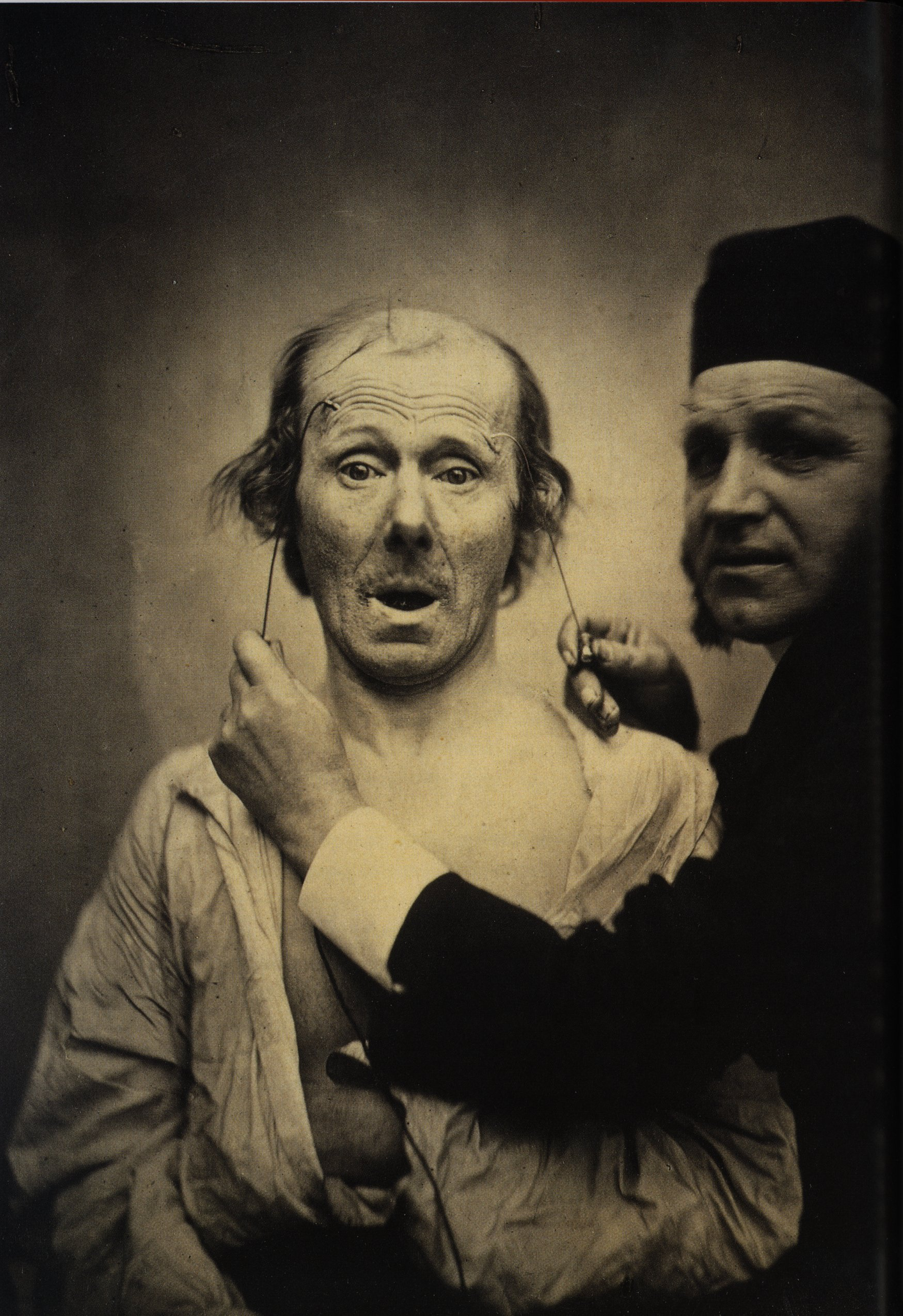
Guillaume-Benjamin Duchenne y su paciente.

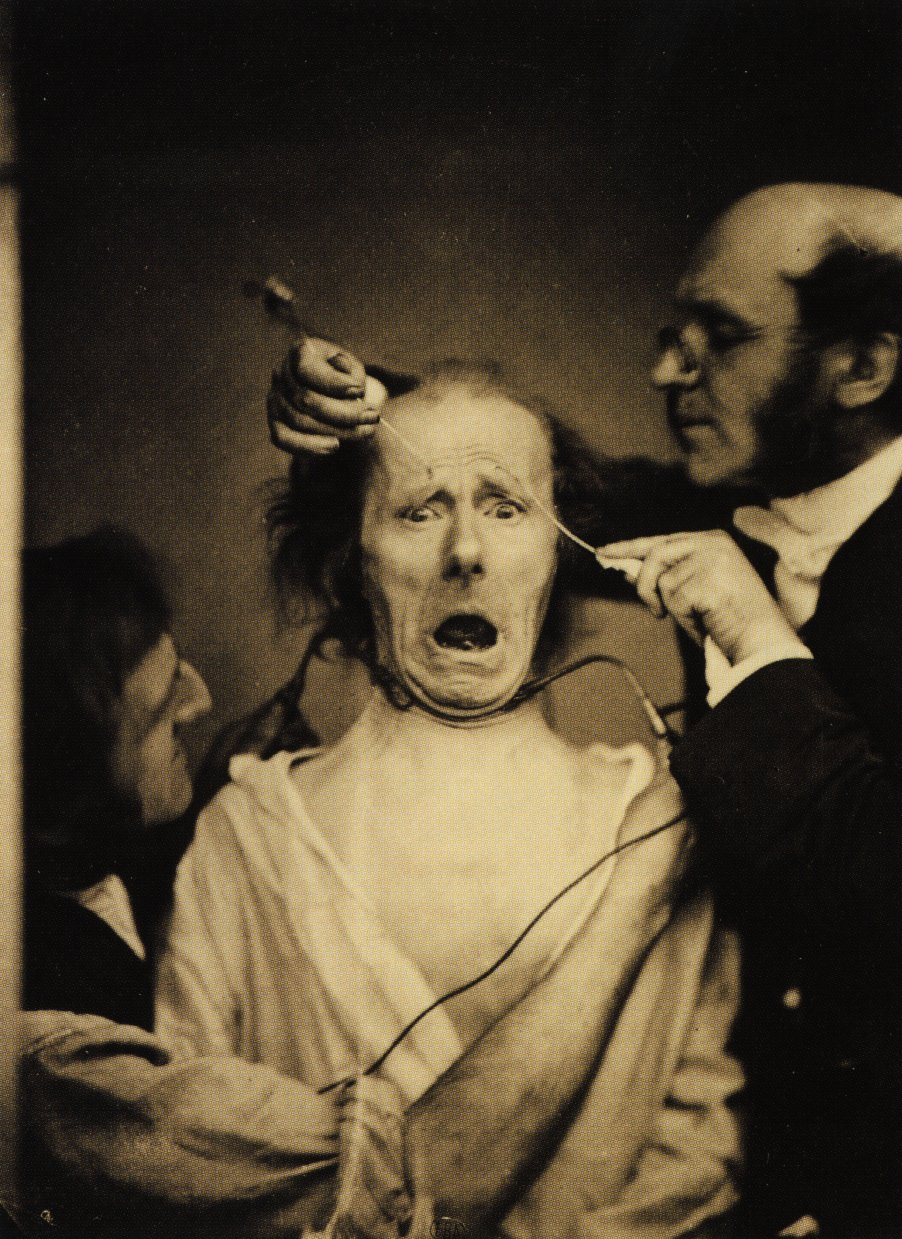
Guillaume-Benjamin Duchenne provocando una expresión de miedo por estimulación eléctrica.

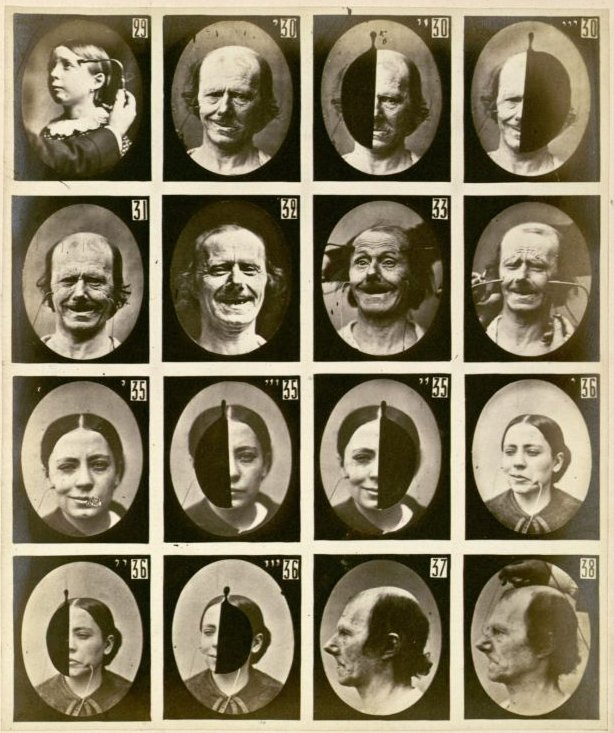
Ilustración del Mecanismo de la fisonomía humana que muestra expresiones faciales provocadas por estimulaciones eléctricas.

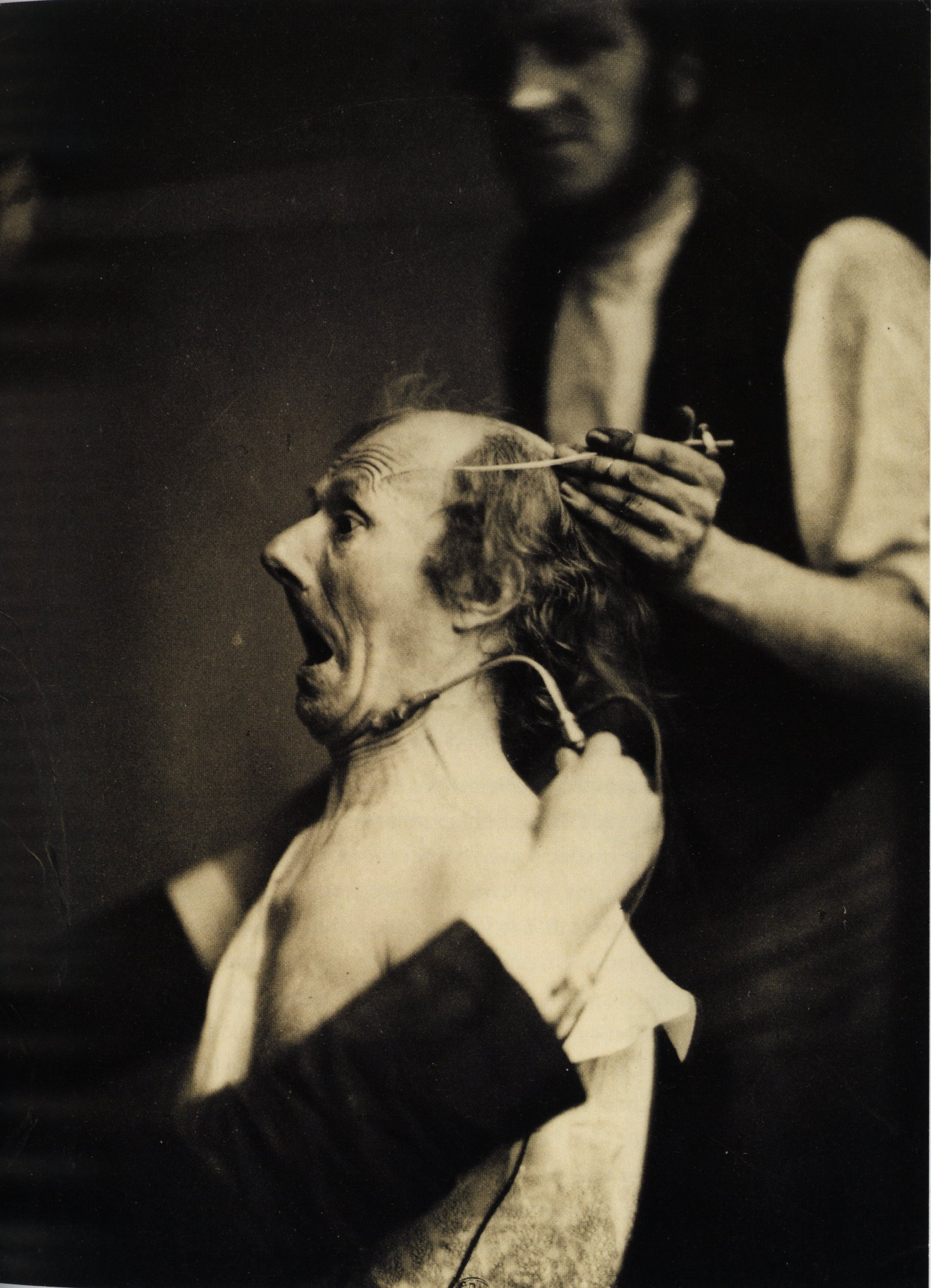
Vista de perfil de una estimulación eléctrica.

Guillaume Benjamin Amand Duchenne, conocido como Duchenne de Boulogne (Boulogne-sur-Mer, 17 de septiembre de 1806 - París, 15 de septiembre de 1875), fue un médico e investigador clínico francés del siglo XIX que se considera como pionero en la neurología y en la fotografía médica.
Realizó sus estudios secundarios en Douai y medicina en París pero en 1831, tras conseguir su doctorado con la tesis titulada Essai sur la brûlure (Ensayo sobre las quemaduras), regresó a su ciudad natal para ejercer de médico. En 1833 ya experimentaba empleando la electricidad con usos terapéuticos, sus sujetos eran pescadores de la zona. En 1842 se trasladó a París donde pasó el resto de su vida desarrollando aplicaciones clínicas de la electricidad. Aunque era un investigador que no disponía de nombramiento oficial sus experiencias estaban dotadas de tal rigor que Jean-Martin Charcot le proporcionó el título de maestro. En 1851 fue nombrado miembro de la Sociedad de medicina de París. En 1857 y 1864 presentó su candidatura al premio Volta pero no lo logró. Desde 1871 estuvo manteniendo correspondencia con Charles Darwin que incluyó varias de sus fotografías en su libro The Expression of the Emotions in Man and Animals (La expresión de las emociones en el hombre y en los animales). Murió en París en 1875.
Fue pionero en el empleo de la electricidad como instrumento de experimentos psicológicos, al utilizar la corriente alterna pudo estimular con precisión un único haz muscular cada vez. Mediante esta técnica describió diversas afecciones y localizó su origen, un ejemplo es el tipo de atrofia muscular que lleva su nombre, distrofia muscular de Duchenne, así como el tabes dorsal. También trabajó en la poliomielitis y aplicó la técnica de la biopsia para la que inventó un instrumento que permitía tomar muestras de tejido dentro del cuerpo.
Aunque no fue el primero en utilizar la fotografía en medicina pues Léon Foucault ya había hecho daguerrotipos de corpúsculos en la sangre humana en 1844, sin embargo se le puede considerar como el primero que estableció un puente entre la fotografía médica y la artística, ya que en aquella época se consideraba que la fotografía no podía reflejar los aspectos de interés para la medicina prefiriéndose los dibujos como soportes científicos. Su libro titulado Mecanismo de la fisionomía humana o análisis electrofisiológico de las pasiones aplicable a la práctica de las artes plásticas (Mecanismo de la fisonomía humana o análisis electrofisiológico de la expresión de las pasiones, Medellín, Epistemonauta, 2015 (ISBN: 978-958-46-6814-1) Primera edición en español) incluye una referencia a la utilidad de sus fotografías en las representaciones del rostro humano. El modelo fotográfico de sus imágenes era una persona que tenía paralizados los músculos faciales por lo que sus expresiones eran producto de las estimulaciones eléctricas.
Sus experimentos eléctricos le permitieron concluir que una verdadera sonrisa de felicidad está formada no solo por el empleo de los músculos de la boca sino también por los de los ojos. Ese tipo de sonrisa se llama sonrisa de Duchenne.

## Epónimos
- atrofia muscular espinal Aran-Duchenne
- enfermedad de Duchenne
- enfermedad de Duchenne-Griesinger[4]

- parálisis de Erb-Duchenne
- postura de Duchenne
- síndrome de Duchenne
- trócar de Duchenne